# Plandome Manor
Plandome Manor és una població dels Estats Units a l'estat de Nova York. Segons el cens del 2000 tenia 838 habitants.

## Demografia
Segons el cens del 2000, Plandome Manor tenia 838 habitants, 281 habitatges, i 241 famílies. La densitat de població era de 634,4 habitants per km².
Dels 281 habitatges en un 42,3% hi vivien nens de menys de 18 anys, en un 80,4% hi vivien parelles casades, en un 3,2% dones solteres, i en un 13,9% no eren unitats familiars. En el 12,8% dels habitatges hi vivien persones soles el 8,9% de les quals corresponia a persones de 65 anys o més que vivien soles. El nombre mitjà de persones vivint en cada habitatge era de 2,98 i el nombre mitjà de persones que vivien en cada família era de 3,24.
Per edats la població es repartia de la següent manera: un 28,2% tenia menys de 18 anys, un 4,5% entre 18 i 24, un 23,4% entre 25 i 44, un 26,8% de 45 a 60 i un 17,1% 65 anys o més.
L'edat mediana era de 42 anys. Per cada 100 dones de 18 o més anys hi havia 90,5 homes.
La renda mediana per habitatge era de 176.959 $ i la renda mediana per família de 193.496 $. Els homes tenien una renda mediana de 100.000 $ mentre que les dones 69.583 $. La renda per capita de la població era de 77.276 $. Entorn del 2% de les famílies i el 2,2% de la població estaven per davall del llindar de pobresa.